# Kościół św. Stanisława Biskupa i Męczennika w Bydgoszczy

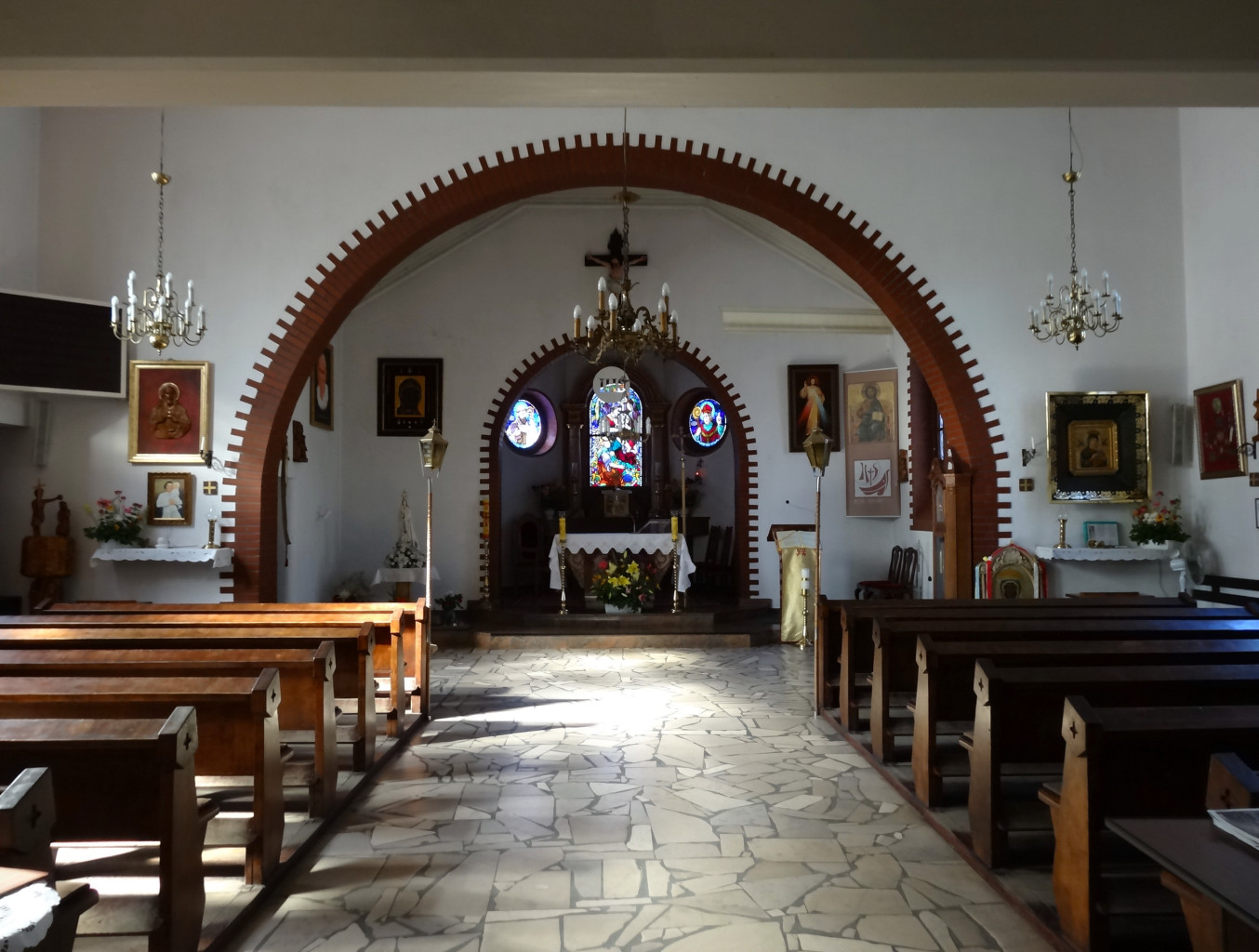
Wnętrze

Kościół św. Stanisława Biskupa i Męczennika w Bydgoszczy – kościół położony w Bydgoszczy, którego patronem jest św. Stanisław.

## Położenie
Kościół znajduje się przy ul. Kaplicznej 1, na osiedlu Siernieczek w Bydgoszczy.

## Historia
Plany budowy kościoła na Siernieczku zaistniały wskutek wzrostu zaludnienia wschodnich dzielnic miasta. W latach 1890–1914 oraz w okresie międzywojennym powstała wschodnia dzielnica składowo-przemysłowa, którą zamieszkiwało ok. 5 tys. robotników pracujących w okolicznych fabrykach. Była to w przewadze ludność polska, katolicka.
Po 1920, tereny te włączono do miasta Bydgoszczy, ale najbliższe świątynie stanowiły: bydgoska fara oraz kościół św. Mikołaja w Fordonie odległe o ok. 6 km. Co więcej dzielnica była podzielona między dwie parafie należące do oddzielnych diecezji: gnieźnieńskiej i chełmińskiej.
8 kwietnia 1923 powstało „Stowarzyszenie Budowy Kościoła dla Siernieczka i okolic” z inicjatywy urzędnika państwowego Stanisława Cichosławskiego. Patronem przedsięwzięcia obrano ks. prałata Tadeusza Skarbek-Malczewskiego, proboszcza z fary. W skład stowarzyszenia weszło 68 osób, a zarząd stanowili wyżsi urzędnicy, przemysłowcy i radni miejscy zamieszkujący ten teren.
Projekt kościoła wykonał bydgoski radca miejski arch. Bogdan Raczkowski. Natomiast Rada Miejska darowała stowarzyszeniu teren, na którym stał dawny domek posterunku policji.
Budowę kościoła rozpoczęli w czerwcu 1923 samodzielnie miejscowi obywatele i robotnicy. Prasa donosiła, że wraz z mężczyznami pracowały kobiety i dzieci. Rozpoczęto od rozbiórki dawnego posterunku policji, następnie wymurowano korpus świątyni, podstawę wieży i zakrystię. Budynek w stanie surowym, przykryty dachem wzniesiono do końca 1923.
8 kwietnia 1923 budowę wizytował pierwszy biskup na Siernieczku ks. Stanisław Kostka Łukomski, ówczesny biskup pomocniczy poznański. 18 maja 1924 ukończono wieżę. Odbyła się wtedy uroczystość poświęcenia krzyża na kościele.
Środki na budowę kościoła łożyli obywatele całej Bydgoszczy, dzięki akcji prowadzonej przez bydgoską prasę i stowarzyszenia. Jedną z form gromadzenia funduszy było urządzanie zabaw, z których dochód przeznaczano na budowę świątyni. Wykończenie kościoła nastąpiło do października 1925. Wnętrze wzbogacono m.in. o ołtarz i witraże w prezbiterium, ambonę, tabernakulum, sprzęty i szaty kościelne. Budowa kościoła kosztowała ok. 110 tys. złotych, z czego wydano zaledwie 10 tys. w gotówce. Na resztę składały się ofiary w materiałach, bezpłatne prace robotników i bezpłatne administrowanie całej budowy.
Uroczyste poświęcenie kościoła nastąpiło 21 maja 1925 w obecności duchowieństwa, władz miejskich, stowarzyszeń z całej Bydgoszczy, licznych pocztów sztandarowych, wojska, kupiectwa, prasy oraz kilku tys. wiernych. Podczas całej uroczystości krążyły nad kościołem dwa wojskowe aeroplany. Głównym celebransem był ks. proboszcz Tadeusz Skarbek-Malczewski z fary. Kościół otrzymał wezwanie Świętej Rodziny. Było to pierwsze poświęcenie nowego kościoła katolickiego w Bydgoszczy po odzyskaniu niepodległości.
W 1926 od kościoła wzięła nazwę sąsiednia ulica, łącząca ul. Fordońską z ul. Witebską, którą nazwano ul. Kapliczną.
W okresie międzywojennym wzbogacono wystrój kościoła, m.in. ufundowano stacje drogi krzyżowej oraz chorągwie miejscowych stowarzyszeń kościelnych. 6 marca 1927 kościół wizytował prymas Polski arcybp August Hlond, a w sierpniu 1927 biskup chełmiński Stanisław Wojciech Okoniewski. Spełniając życzenia miejscowej ludności teren Siernieczka, Fordonka i Brdyujścia włączono z diecezji chełmińskiej do gnieźnieńskiej w obręb parafii farnej. Prymas zmienił również wezwanie świątyni ze Św. Rodziny na św. Stanisława biskupa.
Do 1946 świątynia była kościołem filialnym fary. Nabożeństwa odbywały się tu nieregularnie, zawsze jednak w niedziele i święta z udziałem księży z fary bydgoskiej lub misjonarzy z kościoła na Bielawkach. Od 1932 prowadzono księgę chrztów, oraz przyjęto pierwsze dzieci do I komunii św.
Od 1937 pierwszym i ostatnim substytutem był ks. Antoni Świadek. W latach 1937–1939 doprowadził on do budowy plebanii przy kościele. Za spowiadanie wiernych w języku polskim został on w 1942 aresztowany, wywieziony do obozu koncentracyjnego w Dachau, gdzie został zamordowany. W 1999 r. ks. A. Świadek został beatyfikowany przez papieża Jana Pawła II. W 1948 Rada Parafialna przedłożyła władzom miejskim prośbę przemianowania nazwy ulicy Kaplicznej na ul. ks. Antoniego Świadka. Prośba została jednak negatywnie zaopiniowana przez władze.
Parafia przy kościele pw. św. Stanisława Biskupa i Męczennika została ustanowiona 1 października 1946 dekretem ks. kard. Augusta Hlonda.
Przydzielony został wówczas pierwszy proboszcz ks. dr Jan Więckiewicz. Następnie w kościele i parafii pracowali jego następcy:
- 1948–1957: ks. Józef Batkowski – zbudował m.in. salkę katechetyczną przy plebanii, dzwonnicę, zainstalował dzwony, którym nadano imiona: św. Stanisław i św. Józef, ogrodził cmentarz parafialny, odnowił wnętrze świątyni, stworzył z podcienia kruchtę kościelną, zainstalował przebudowane organy oraz ogrzewanie w kościele i na plebanii, sprowadził również do parafii siostry elżbietanki, które przebywały tu w latach 1952–1957;
- 1957–1971: ks. Tadeusz Pomin – odnowił wnętrze kościoła i organy, w 1966 r. ustawił krzyż misyjny, nie udały się natomiast zabiegi dotyczące uzyskania zgody władz na rozbudowę kościoła;
- 1971–1974: ks. Józef Kozłowski – zainstalował nowe ogrzewanie w kościele i na plebanii, oraz po raz pierwszy aparaturę nagłaśniającą w kościele, odnowił wnętrze świątyni;
- 1974–1993: ks. Konrad Hildebrand – przeprowadził kapitalny remont wieży i dachów kościelnych, wybetonował obejścia wokół kościoła, założył nową instalację elektryczną i głośnikową, założył posadzkę w kościele, nowy ołtarz soborowy, ławki, ogrzewanie gazowe, tynki zewnętrzne;
- 1993–2008: ks. Narcyz Wojnowski – przeprowadził kapitalny remont plebanii i kościoła, zainstalował nowy ołtarz, witraże, tabernakulum;
- od 2008: ks. Janusz Tusk.

## Architektura
Świątynia formą architektoniczną nawiązuje do wiejskich kościołów drewnianych.
Kościół jest ceglany, otynkowany, z wieżą w górnej partii drewnianą zwieńczoną baniastym hełmem. Prostokątna nawa poprzedzona jest od południa masywną wieżą i kruchtą. Od północy do nawy przylega węższe prezbiterium, zamknięte pięcioboczną absydą. Od zachodu dostawiona jest prostokątna zakrystia. W prezbiterium zastosowano sklepienie pozorne, a w nawie i absydzie strop drewniany. Korpus świątyni nakryty jest dachem czterospadowym. Naroża kościoła opięte są pochyłymi przyporami.
We wnętrzu kościoła znajduje się empora nad wejściem. W prezbiterium znajdują się trzy witraże z 1924 r. z fundacji prezydenta miasta Bernarda Śliwińskiego oraz radcy Artura Franke. Przedstawiają one: św. Rodzinę, św. Stanisława biskupa i św. Bernarda.
W kruchcie znajduje się ufundowana w 1948 tablica pamiątkowa ku czci męczennika bł. ks. Antoniego Świadka.

## Galeria

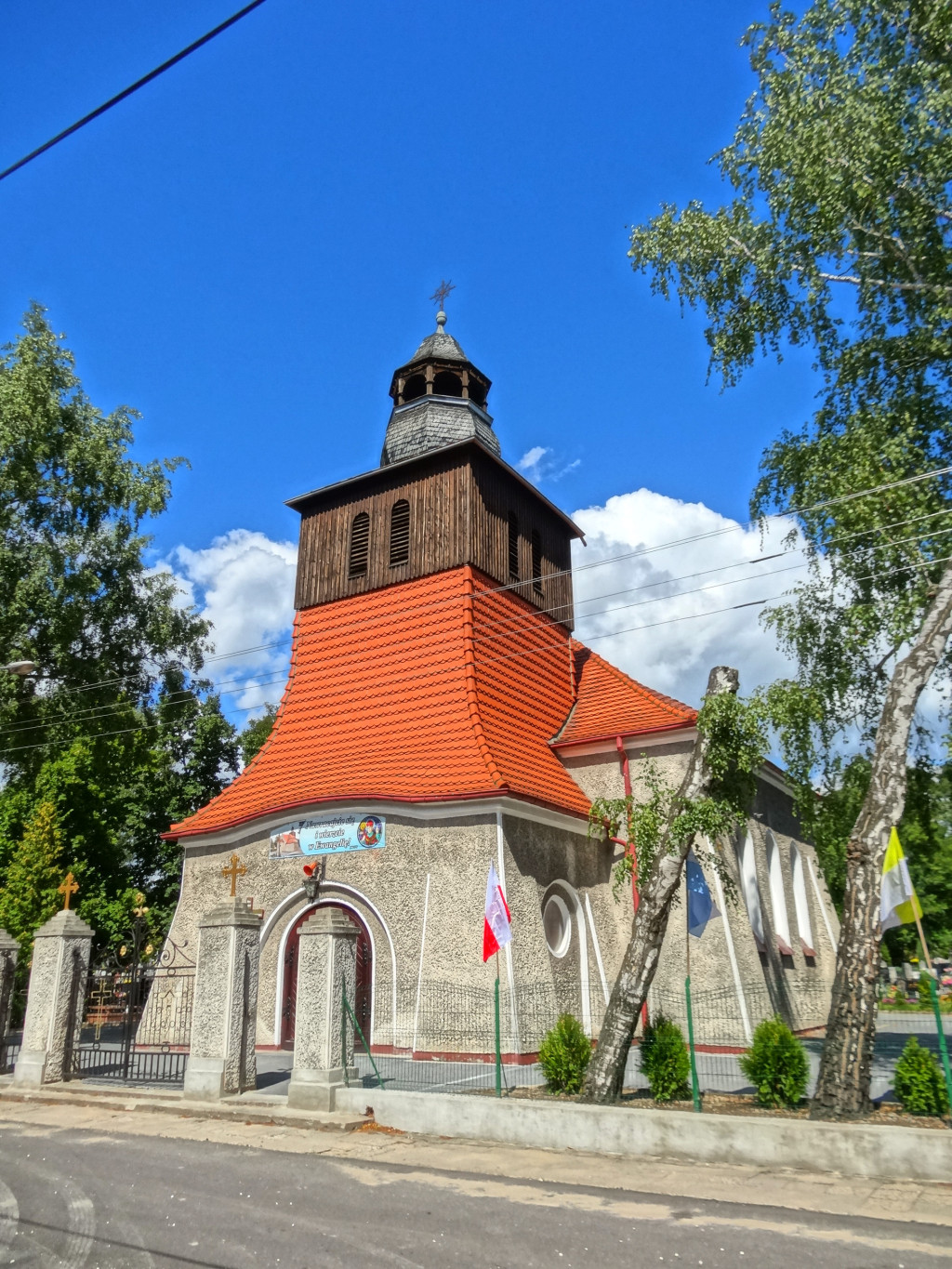
Od ul. Kaplicznej
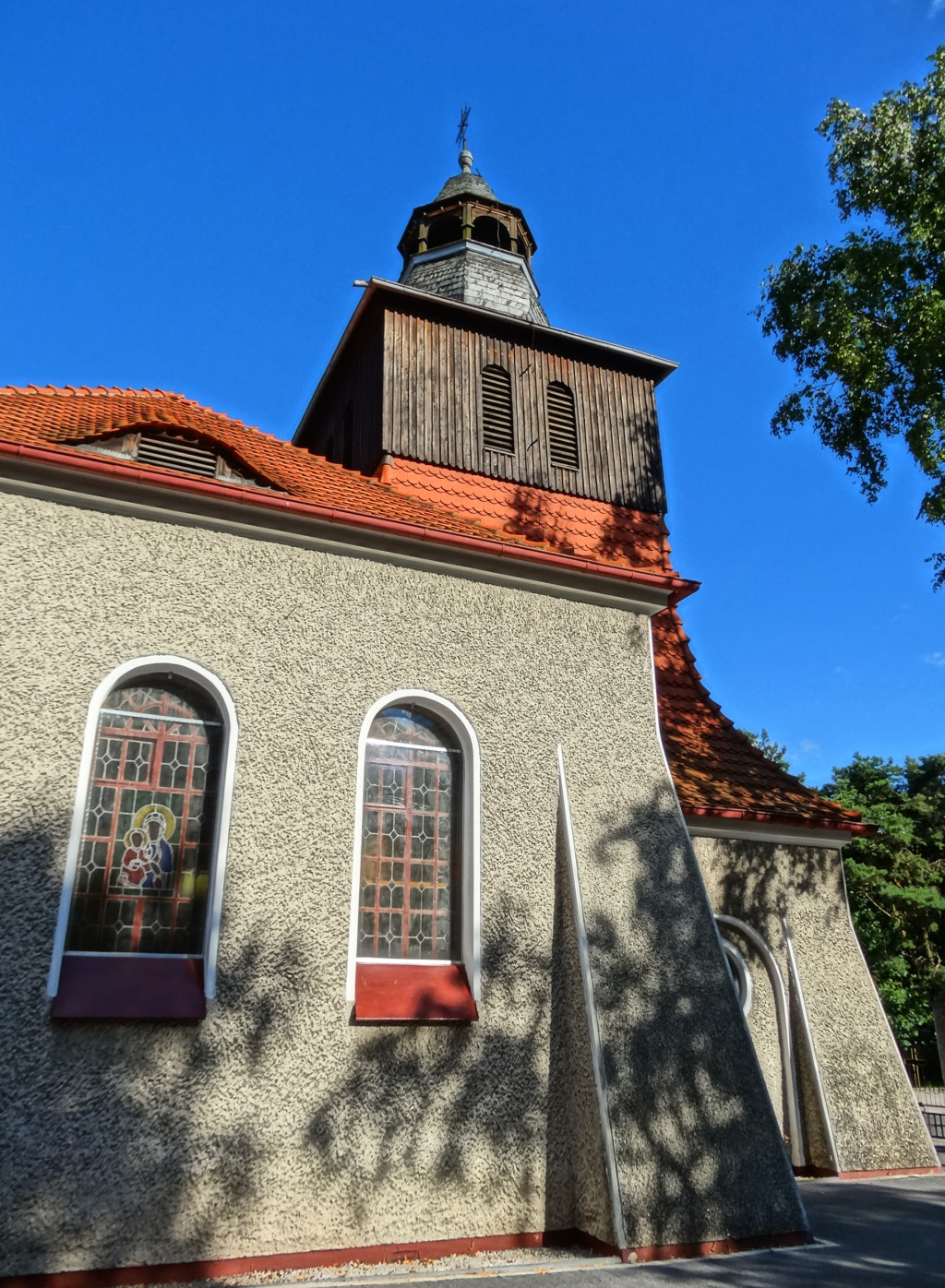
Od zachodu
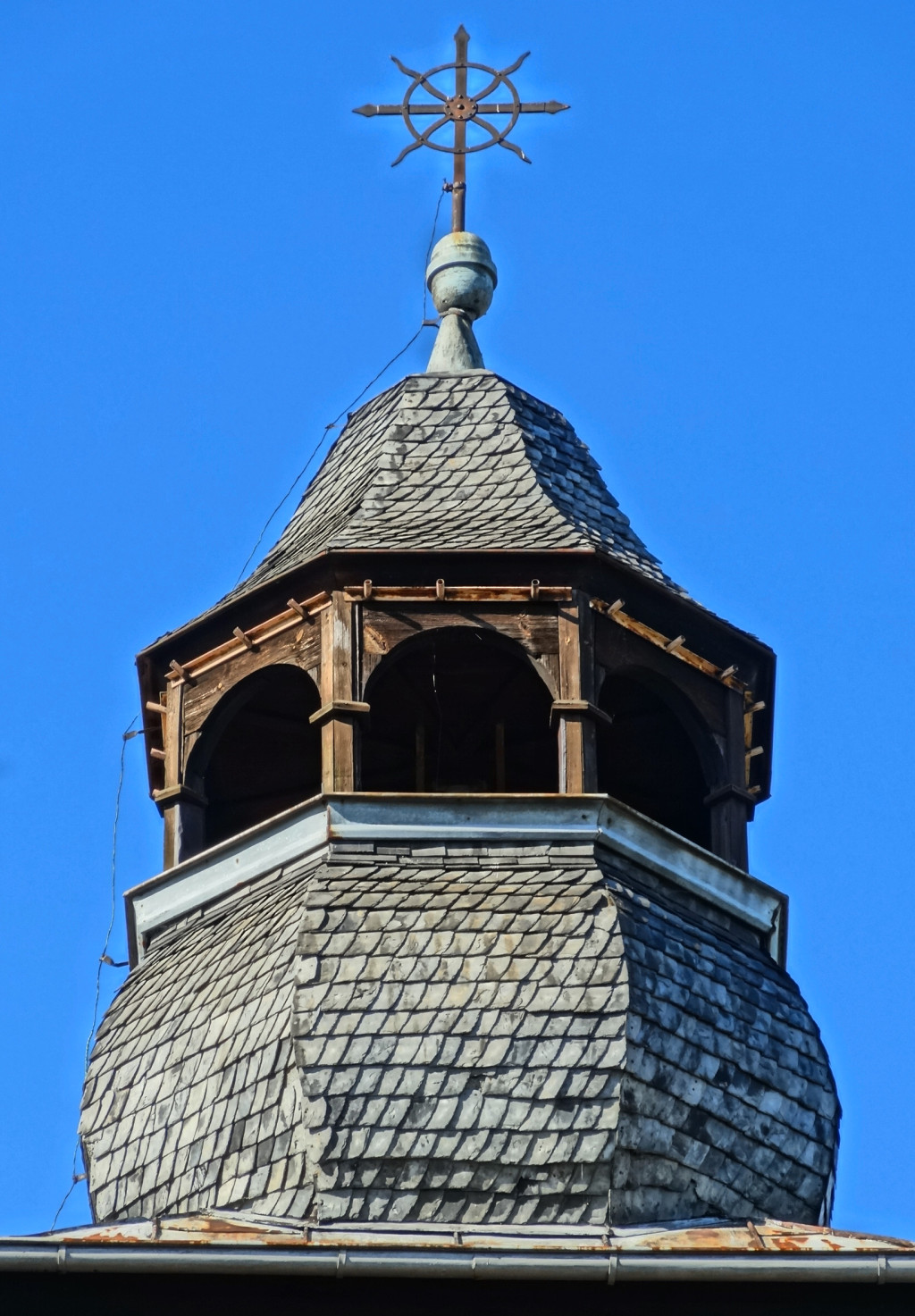
Wieża
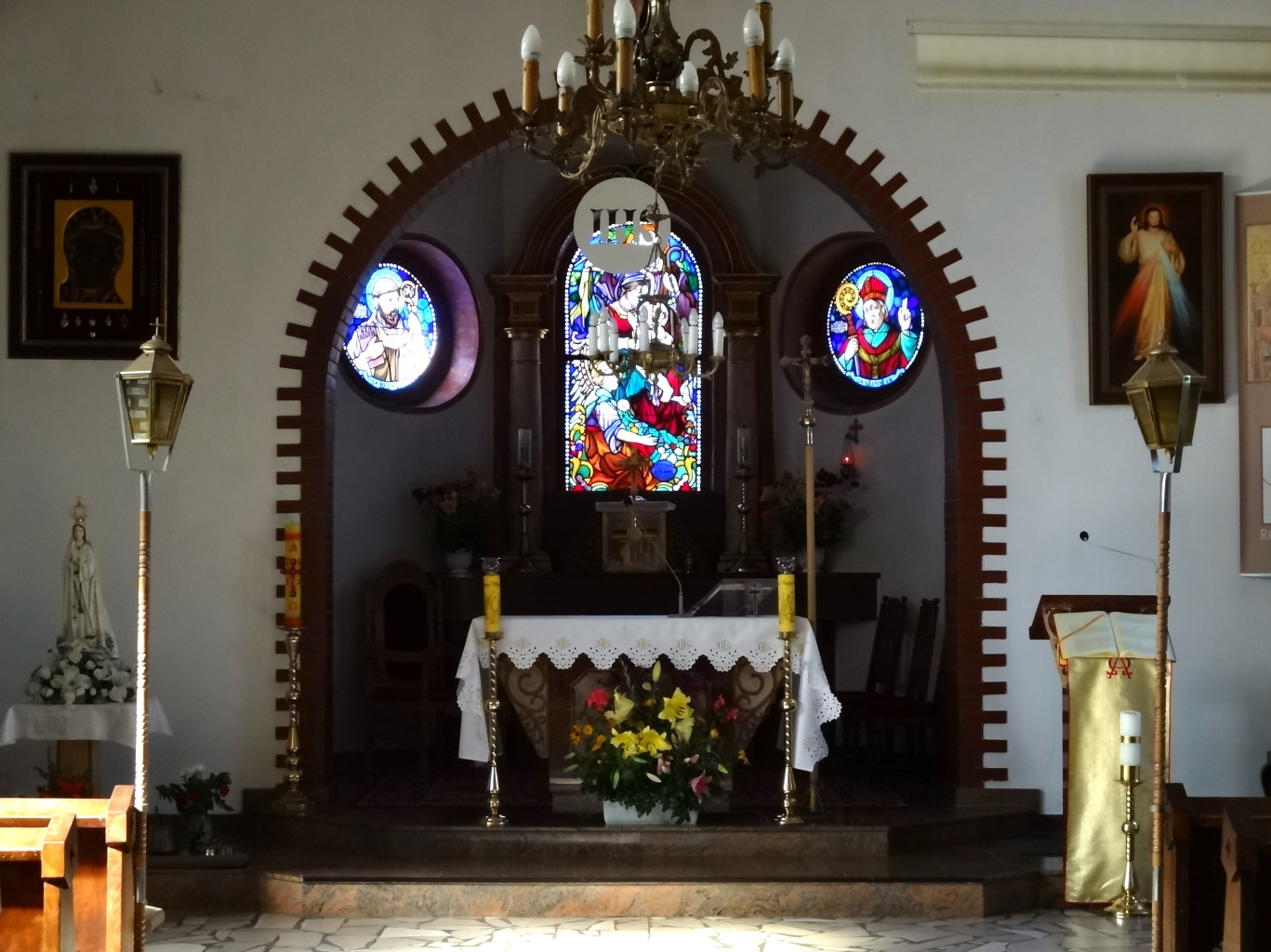
Prezbiterium
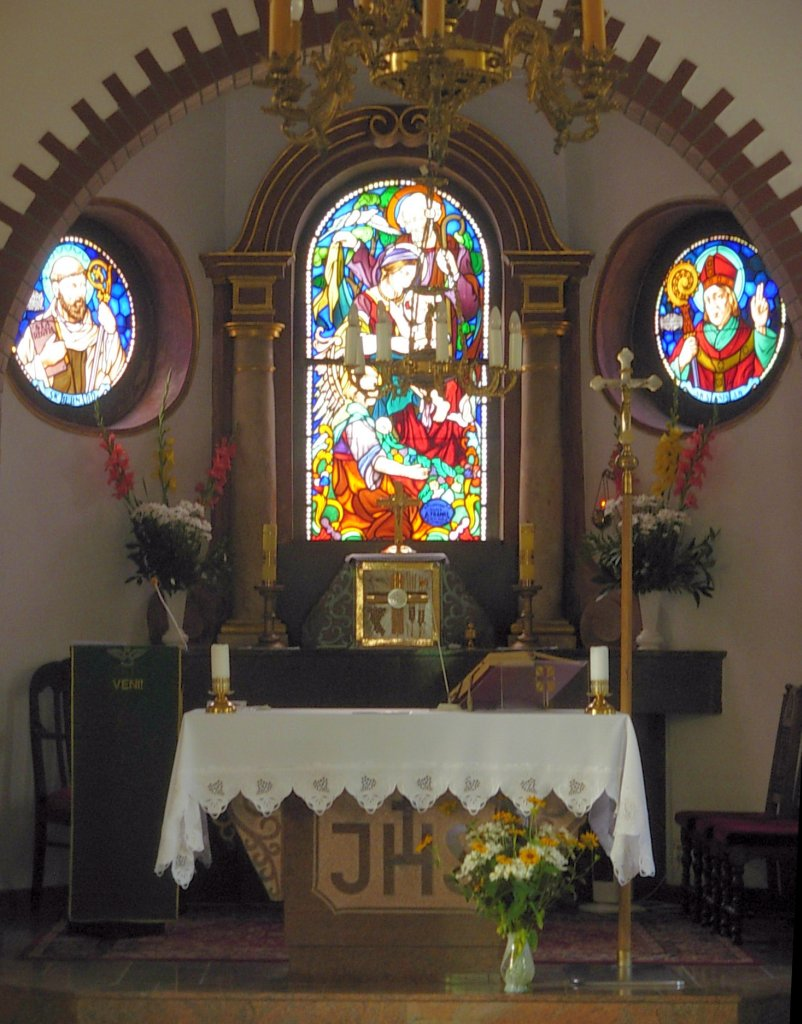
Witraże, po lewej ufundowany przez prezydenta Bydgoszczy Bernarda Śliwińskiego